# Треугольник поводка
Треугольник поводка — небольшая вдавленная треугольная область в головном мозге, находящаяся спереди от верхних холмиков четверохолмия, и сбоку от задней части ленты таламуса. Она содержит группы нейронов, называемых ядрами поводка, или хабенулярными ядрами, ядрами хабенулы. Относится к структурам эпиталамуса, который, в свою очередь, является структурой промежуточного мозга.
Нервные волокна входят в треугольник поводка со стороны основания шишковидной железы, а также со стороны спайки поводков. Однако большинство нервных волокон треугольника поводка являются исходящими, и направлены вниз, формируя так называемый пучок Мейнерта, или поводково-межножковый (хабенуло-интерпедункулярный) путь, который проходит через медиальную часть красного ядра, а затем, после перекрёста с аналогичным пучком Мейнерта, исходящим из треугольника поводка противоположного полушария, заканчивается в межножковом ядре.